# Longueville (Waals-Brabant)
Longueville (Waals: Longue-Veye) is een dorp en in de Belgische provincie Waals-Brabant en een deelgemeente van de gemeente Chaumont-Gistoux. 
Aan de westelijke rand van het dorp ligt de wijk Roblet, op de grens met deelgemeente Bonlez.

## Geschiedenis
Op de Ferrariskaart uit de jaren 1770 wordt het dorp aangeduid als Longeville.
Longueville bleef een zelfstandige gemeente tot 1 januari 1977, toen die een deelgemeente werd van Chaumont-Gistoux. Ook buurgemeente Bonlez werd een deelgemeente van Chaument-Gistoux. De wijk Roblet, in de westelijke dorpsrand, die tot dan deels tot buurgemeente Bonlez had behoord, viel zo voortaan met Longueville voortaan administratief volledig binnen een gemeente.

## Bezienswaardigheden
- De Onze-Lieve-Vrouw-Hemelvaartkerk (Église Notre-Dame de l'Assomption) is een classicistisch kerkgebouw van 1769.
- Het Château de la Bacquelaine is een gebouw uit de 2de helft van de 19de eeuw, gelegen in een deels ommuurd park.
- De Chapelle du Chêneau is een betreedbare veldkapel van begin 17de eeuw, gelegen aan een vijfsprong op de grens met Bonlez en Grez-Doiceau

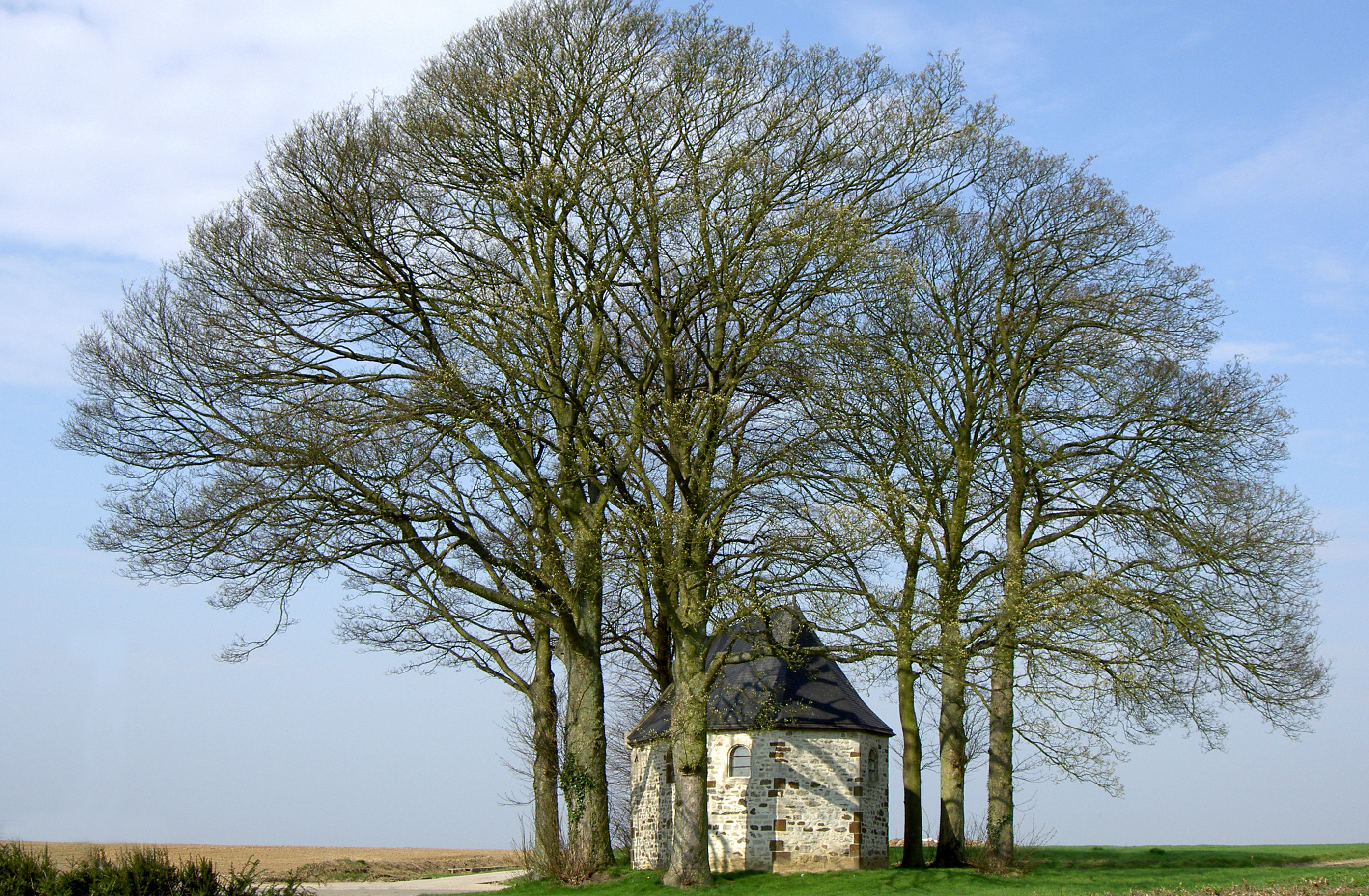
Kapel van de Chêneau, een geklasseerd monument
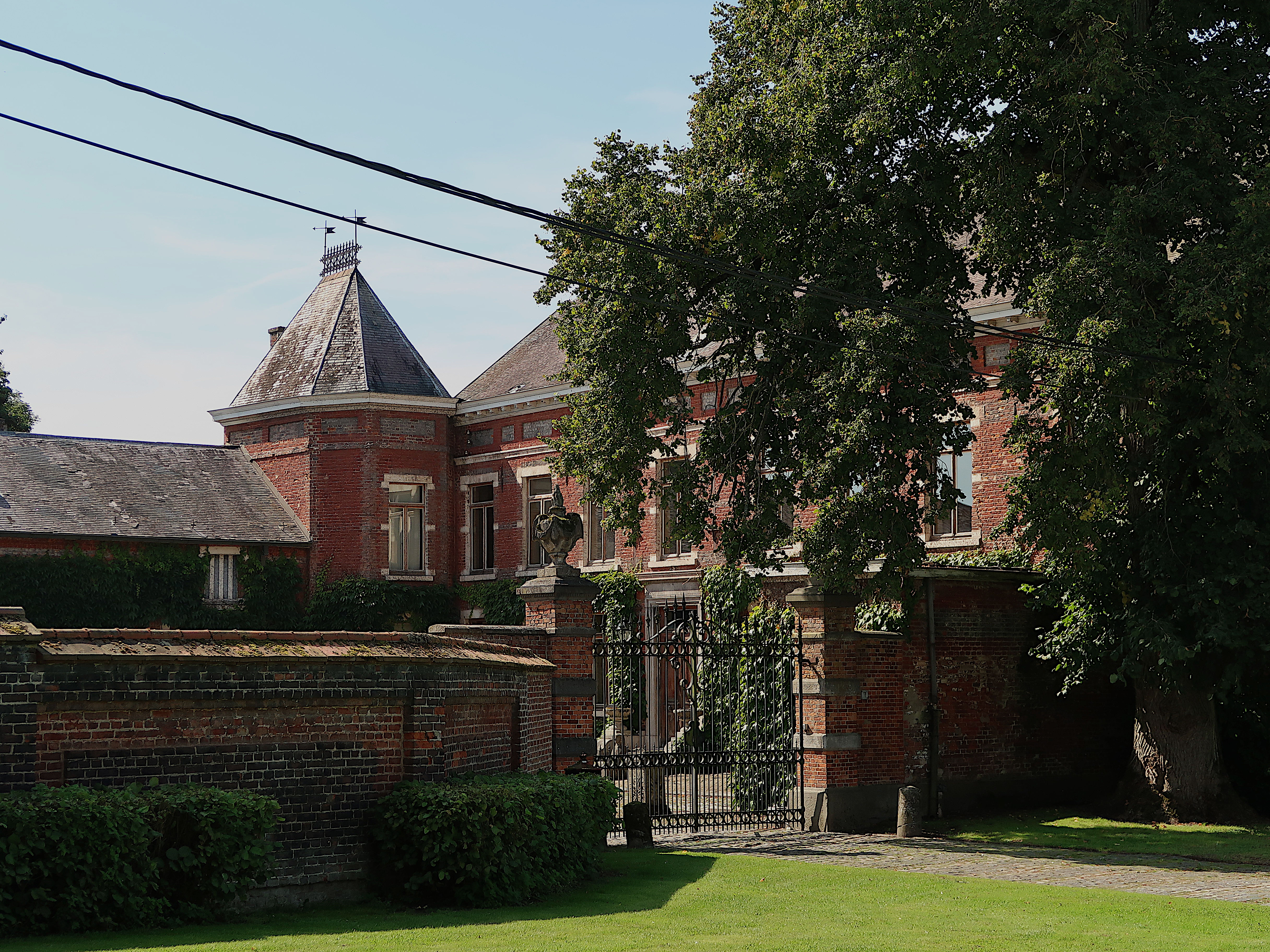
Kasteel van Bacquelaine

## Natuur en landschap
Bij Longueville ontspringt de Glabais. De hoogte aan de kerk bedraagt 141 meter.

## Demografische ontwikkeling
- Bronnen:NIS, Opm:1831 tot en met 1970=volkstellingen, 1976= inwonersaantal op 31 december

## Politiek
Longueville had een eigen gemeentebestuur en burgemeester tot de fusie van 1977. Burgemeesters waren:
- 1947-1976 : Maurice Dallemagne (PSC)

## Nabijgelegen kernen
Piétrebais, Roux-Miroir, Chaumont, Sart-Risbart
Deelgemeenten: Bonlez · Chaumont-Gistoux · Corroy-le-Grand · Dion-le-Mont · Dion-le-Val · Longueville

Overige plaatsen: Arnelle · Bas-Bonlez · Brocsous · Les Bruyères · Champtaine · Chaumont · Gistoux · Grippelotte · Inchebroux · Laid Burniau · Louvrange · Manypré · Ocquière · Roblet · Somville · Vieusart

Belgische gemeenten · Arrondissement Nijvel · Waals-Brabant · Wallonië